# إويرتون دا سيلفا بيريرا
إويرتون دا سيلفا بيريرا (مواليد 1 ديسمبر 1992) هو لاعب كرة قدم برازيلي.

## وصلات خارجية
- إويرتون دا سيلفا بيريرا على موقع رابطة كرة القدم اليابانية للمحترفين (اليابانية)
- إويرتون دا سيلفا بيريرا على موقع قاعدة بيانات كرة القدم.إي يو (الإنجليزية)
- إويرتون دا سيلفا بيريرا على موقع Soccerway.com (الإنجليزية)
- إويرتون دا سيلفا بيريرا على موقع عالم كرة القدم.نت (الإنجليزية)